# Nelsonville (Wisconsin)
Nelsonville és una població dels Estats Units a l'estat de Wisconsin. Segons el cens del 2000 tenia 191 habitants.

## Demografia
Segons el cens del 2000, Nelsonville tenia 191 habitants, 72 habitatges, i 52 famílies. La densitat de població era de 73,7 habitants per km².
Dels 72 habitatges en un 30,6% hi vivien nens de menys de 18 anys, en un 66,7% hi vivien parelles casades, en un 5,6% dones solteres, i en un 26,4% no eren unitats familiars. En el 23,6% dels habitatges hi vivien persones soles el 6,9% de les quals corresponia a persones de 65 anys o més que vivien soles. El nombre mitjà de persones vivint en cada habitatge era de 2,65 i el nombre mitjà de persones que vivien en cada família era de 3,09.
Per edats la població es repartia de la següent manera: un 28,8% tenia menys de 18 anys, un 5,8% entre 18 i 24, un 33,5% entre 25 i 44, un 20,9% de 45 a 60 i un 11% 65 anys o més.
L'edat mediana era de 34 anys. Per cada 100 dones de 18 o més anys hi havia 88,9 homes.
La renda mediana per habitatge era de 41.875 $ i la renda mediana per família de 56.250 $. Els homes tenien una renda mediana de 32.500 $ mentre que les dones 23.438 $. La renda per capita de la població era de 19.708 $. Cap de les famílies i el 2,4% de la població estaven per davall del llindar de pobresa.

## Poblacions més properes
El següent diagrama mostra les poblacions més properes.